# 陸相
陸相（1467年—？），字良弼，浙江紹興府餘姚縣人，民籍，明朝政治人物。

## 生平
弘治二年（1489年）己酉科浙江鄉試第七十名舉人。弘治六年（1493年）中式癸丑科會試第三十三名，二甲第九名進士。嘉靖元年（1522年）官雲南楚雄府知府。

## 家族
曾祖陸可恒；祖父陸友智，封監察御史；父陸淵，按察司副使。母應氏（封孺人）。重庆下。弟栋、材、榮、槃、槩。